# Tra le sollecitudini

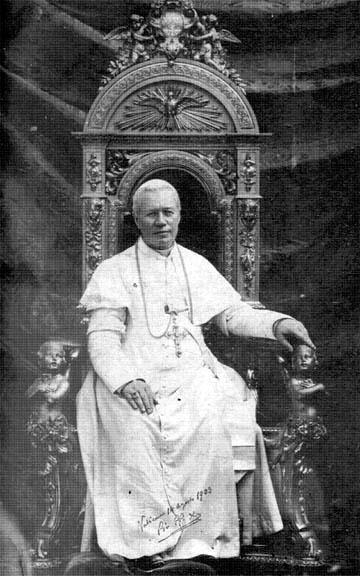
Paus Pius X

Tra le sollecitudini (Italiaans voor: Onder de zorgen) is de titel van een – bij motu proprio uitgegeven – brief van paus Pius X, van 22 november 1903, met betrekking tot de kerkmuziek.
De titel is – net als dat bij encyclieken het geval is – ontleend aan de eerste regels van deze brief, die, uitzonderlijkerwijs niet in het Latijn maar in het Italiaans gesteld was. De eerste regels van de brief luiden:

Onder de zorgen van het herderlijk ambt, niet alleen van de Heilige Stoel, die Wij – hoewel onwaardig – door de ondoorgrondelijke beschikking van de Voorzienigheid bezetten, is een van de grootste zonder twijfel die voor het handhaven en bevorderen van het decorum van het Huis van God, waarin de verheven mysteries van de godsdienst worden gevierd, en waar de christenen zich verzamelen om de Genade van de Sacramenten te ontvangen, om bij te staan in het Heilig Offer van het Altaar, om het meest verheven Sacrament, dat van het Lichaam van de Heer, te aanbidden en zich in het gezamenlijk gebed van de Kerk te verenigen in de publieke en plechtige Liturgie.

De brief, die mogelijk Don Lorenzo Perosi als co-auteur had, vervolgt met het geven van een aantal nieuwe richtlijnen voor de uitvoering van kerkelijke muziek. Paus Pius X herstelde het primaat van het gregoriaans en kende aan de polyfonie van de Renaissance (met name de muziek van Palestrina) een hogere plaats toe dan aan de latere polyfone muziek. De brief hield een verbod in op gemengde koren, ontmoedigde moderne, naar seculariteit neigende muziek en stelde paal en perk aan het gebruik van piano en percussie-instrumenten. Voorts werd bepaald dat seminaristen een gedegen muzikale opleiding moesten krijgen. Ook sprak de paus de wens uit dat de gregoriaanse muziek weer door het volk gezongen zou worden. Ook hekelde de paus de verminkingen die veel van de gregoriaanse gezangen hadden ondergaan sinds het Concilie van Trente. Een jaar later zou Pius, eveneens bij motu proprio de Benedictijner abdij van Solesmes de opdracht geven een nieuw Graduale samen te stellen, waarin de gregoriaanse muziek in zijn oorspronkelijke luister diende te worden hersteld.